# 75844 Rexadams
75844 Rexadams è un asteroide della fascia principale. Scoperto nel 2000, presenta un'orbita caratterizzata da un semiasse maggiore pari a 2,8009045 UA e da un'eccentricità di 0,0943193, inclinata di 4,63975° rispetto all'eclittica.